# Lena Philipsson
Maria Magdalena (Lena) Philipsson (Vetlanda, 19 januari 1966) is een Zweedse zangeres. Ze staat ook wel bekend als Lena Ph.

## Biografie
Philipsson nam verschillende malen deel aan het Melodifestivalen om zo deel te kunnen nemen aan het Eurovisiesongfestival:
- 1986: Kärleken är evig (2e plaats)
- 1987: Dansa i neon (5e)
- 1988: Om igen (2e)
- 2004: Det gör ont (1e) (op het Eurovisiesongfestival als It hurts)

In 1991 en 1999 stuurde ze eveneens een liedje in, maar dan als schrijver, voor respectievelijk Pernilla Wahlgren en Arvingarna.
In 2004 was het raak toen ze met Det gör ont de voorronde won, wat geen sinecure is, want Zweden heeft de sterkste voorronde van Europa. De zangeres verscheen op het podium in een kort wit rokje en flirtte gedurende het hele liedje met de microfoonstaander.
Het was de eerste keer dat er een Zweeds liedje won sinds in 2002 ook Engelse liedjes waren toegestaan. Voorheen moest alles in het Zweeds; maar mocht het op het songfestival zelf in het Engels. Philipsson was een van de favorieten om het Eurovisiesongfestival te winnen, maar eindigde op een gedeelde vijfde plaats, samen met Cyprus. Det gör ont was een groot succes in eigen land en stond ongeveer 35 weken in de hitparade.
In 2005 bracht ze een nieuw album uit waarvan er 30.000 in de Zweedse muziekhandels verspreid werden. Na één dag was de oplage uitverkocht.
In 2021 ontving Philipsson de Zweedse koninklijke onderscheiding "Litteris et Artibus". Op 2 mei 2024 kondigde Per Gessle, oprichter van Roxette, Philipsson aan als de nieuwe zangeres van de band, waarmee ze de overleden Marie Fredriksson verving. Sinds Februari 2024 toert het duo door Zuid-Afrika, Australië en Europa.

## Ultratop
| Single met hitnotering(en) in de Vlaamse Ultratop 50 | Datum van verschijnen | Datum van binnenkomst | Hoogste positie | Aantal weken | Opmerkingen |
| ---------------------------------------------------- | --------------------- | --------------------- | --------------- | ------------ | ----------- |
| It Hurts                                             | 2004                  | 05-06-2004            | 43              | 2            |             |

1958: Alice Babs · 
1959: Brita Borg · 
1960: Siw Malmkvist · 
1961: Lill-Babs · 
1962: Inger Berggren · 
1963: Monica Zetterlund · 
1965: Ingvar Wixell · 
1966: Lill Lindfors & Svante Thuresson · 
1967: Östen Warnerbring · 
1968: Claes-Göran Hederström · 
1969: Tommy Körberg · 
1971: Family Four · 
1972: Family Four · 
1973: Nova · 
1974: ABBA · 
1975: Lasse Berghagen · 
1977: Forbes · 
1978: Björn Skifs · 
1979: Ted Gärdestad · 
1980: Tomas Ledin · 
1981: Björn Skifs · 
1982: Chips · 
1983: Carola · 
1984: Herreys · 
1985: Kikki Danielsson · 
1986: Lasse Holm & Monica Törnell · 
1987: Lotta Engberg · 
1988: Tommy Körberg · 
1989: Tommy Nilsson · 
1990: Edin-Ådahl · 
1991: Carola · 
1992: Christer Björkman · 
1993: Arvingarna · 
1994: Marie Bergman & Roger Pontare · 
1995: Jan Johansen · 
1996: One More Time · 
1997: Blond · 
1998: Jill Johnson · 
1999: Charlotte Nilsson · 
2000: Roger Pontare · 
2001: Friends · 
2002: Afro-Dite · 
2003: Fame · 
2004: Lena Philipsson · 
2005: Martin Stenmarck · 
2006: Carola · 
2007: The Ark · 
2008: Charlotte Perrelli · 
2009: Malena Ernman · 
2010: Anna Bergendahl · 
2011: Eric Saade · 
2012: Loreen · 
2013: Robin Stjernberg · 
2014: Sanna Nielsen · 
2015: Måns Zelmerlöw · 
2016: Frans · 
2017: Robin Bengtsson · 
2018: Benjamin Ingrosso · 
2019: John Lundvik · 
2021: Tusse · 
2022: Cornelia Jakobs · 
2023: Loreen · 
2024: Marcus & Martinus · 
2025: KAJ
- Bibsys: 8015964
- Gemeinsame Normdatei: 135363462
- International Standard Name Identifier: 0000 0001 2963 1656
- MusicBrainz: fba3e876-68f1-4a1f-99d9-c604480202ba
- Système universitaire de documentation: 265124298
- Virtual International Authority File: 185149196538874792223